# Typhlodromips ibadanensis
Typhlodromips ibadanensis är en spindeldjursart som först beskrevs av Edward A. Ueckermann och Loots 1988.  Typhlodromips ibadanensis ingår i släktet Typhlodromips och familjen Phytoseiidae. Inga underarter finns listade i Catalogue of Life.